# Соціальна підтримка рівний рівному
Соціальна підтримка рівний рівному (підтримка на рівних) відбувається тоді, коли люди діляться знаннями та своїм пережитим досвідом, допомагають та співчувають одне одному. Підтримка відповідно до моделі "рівний - рівному" може застосовуватися для опису взаємопідтримки між друзями, колегами, членами організацій самодопомоги. Люди, які збираються, щоби підтримати один одного, таким чином припускають, що всі вони рівноправні. Підтримка здійснюється безкоштовно та взаємовигідно. 
Підтримка за моделлю "рівний - рівному" відрізняється від інших видів соціальної підтримки тим, що джерело підтримки є рівна за статусом людина, яка фундаментально схожа на того, кому вона допомагає. Їх відносини будуються на принципі рівності. Рівна людина спроможна надати допомогу чи підтримати тільки тому, що в неї є відповідний досвід: він чи вона пережили теж саме і можуть відчути чи зрозуміти, що переживає людина в схожих обставинах.

## Теорія
Ефективність соціальної підтримки на рівних обгрунотовується кількома психосоціальними процесами, які докладно описав Марк Салзер в 2002 році, а саме: соціальна підтримка, досвідні (емпіричні) знання, теорія соціального научіння, теорія соціального порівняння, та теорія помічника.  
- Соціальна підтримка є позитивними психосоціальними взаємодіями з іншими людьми, які переживають схожі речі, довіряють один одному та турбуються один про одного.  Позитивні відносини допомагають пристосуватись до обставин та захищають від стресорів та халеп через емоційну підтримку (гідність, прихильність, та підбадьорювання), інструментальну підтримку (матеріальні речі та послуги), спілкування та товариські стосунки, та інформаційну підтримку (поради, наставництво, зворотній зв'язок).
- Досвідні знання - це спеціалізована інформація та погляди, яких люди набули переживаючи конкретний досвід. Прикладом такого досвіду можуть бути пологи, годування грудьми, хронічні хвороби чи інвалідність, алкоголізм або травматичні події, війна, домашнє чи сексуальне насильство. Досвідні знання схильні бути унікальними та прагматичними. Взаємний обмін досвідними знаннями допомагає вирішувати проблеми та покращує якість життя.
- Теорія соціального научіння припускає, що рівні між собою люди, які пережили конкретний досвід, заслуговують більше довіри як приклади для інших. Взаємодії зі схожими людьми, які успішно переживають ті чи інші події в житті, більш ймовірно приведуть до позитивних змін в поведінці.
- Соціальне порівняння означає, що людям легше спілкуватися з іншими людьми, які схожі на них самих за якимось характеристиками, наприклад такими як хвороба чи інвалідність. Перебування у середовищі собі подібних надає почуття нормальності. Спілкування зі схожими людьми, яких вони розцінюють як кращих за них, вселяє надію, оптимізм та бажання рости або покращити себе.
- Теорія помічника пропонує, що існує чотири важливих переваги для тих, хто підтримує інших на рівних: підвищене відчуття компетенції як результат впливу на життя іншої людини; розвиток почуття рівності через відности дарування та приймання підтримки; помічник здобуває нові знання, які допомагають йому самому; помічника схвалює той, кому він допомагає, а також інші люди.

## Складники соціальної підтримки на рівних
- Принцип рівності - знаходження когось, хто пережив схожий досвід та ставиться на рівних.
- Надавання відчуття власної сили та спроможності - під час спілкування з "братами по нещастю" надається та з'являється надія, що можна щось зробити, щоби покращити своє життя, набути потрібних результатів та взяти відповідальність за те, щоби це відбулося, на себе.
- Принцип помічника - усвідомлення того, що допомагаючи іншим, допомагаємо собі.
- Діяльність із захисту своїх та громадських  інтересів надає можливість навчитися вирішувати проблеми та вибирате те, що краще працює, розвиває уміння позитивно ризикувати, взаємопідтримку, самодопомогу та ознайомленість з проблемою.[3]